# Hexorthodes pectinicornis
Hexorthodes pectinicornis là một loài bướm đêm trong họ Noctuidae.